# Grevillea
Grevillea /ɡrɪˈvɪliə/ là một chi đa dạng gồm khoảng 360 loài của thường xanh thực vật có hoa trong họ Proteaceae, bản địa đến rừng mưa nhiệt đới và môi trường sống cởi mở hơn ở Úc, New Guinea, New Caledonia, Sulawesi và các đảo khác ở phía đông của Wallace Line.  Nó được đặt tên để vinh danh Charles Francis Greville. Phạm vi loài từ prostrate shrub nhỏ hơn 50 cm (20 in) cao đến cây 35 m (115 ft) cao. Các tên phổ biến bao gồm  'grevillea' ,  'hoa nhện' ,  'cây sồi mượt'  và  'cây bàn chải đánh răng' . Liên quan chặt chẽ đến chi  Hakea , chi này đặt tên cho phân họ Grevilleoideae.
Những bông hoa không có màu sắc rực rỡ bao gồm một ống calyx chia thành 4 thùy với kiểu dài. Chúng là những  cây thu hút chim tốt, đặc biệt là những người yêu thích mật ong. Chúng cũng được sử dụng làm cây thực phẩm bởi larva  của một số loài Lepidoptera bao gồm Dryandra moth và  Pieris rapae  (nhỏ màu trắng).

## Trồng trọt

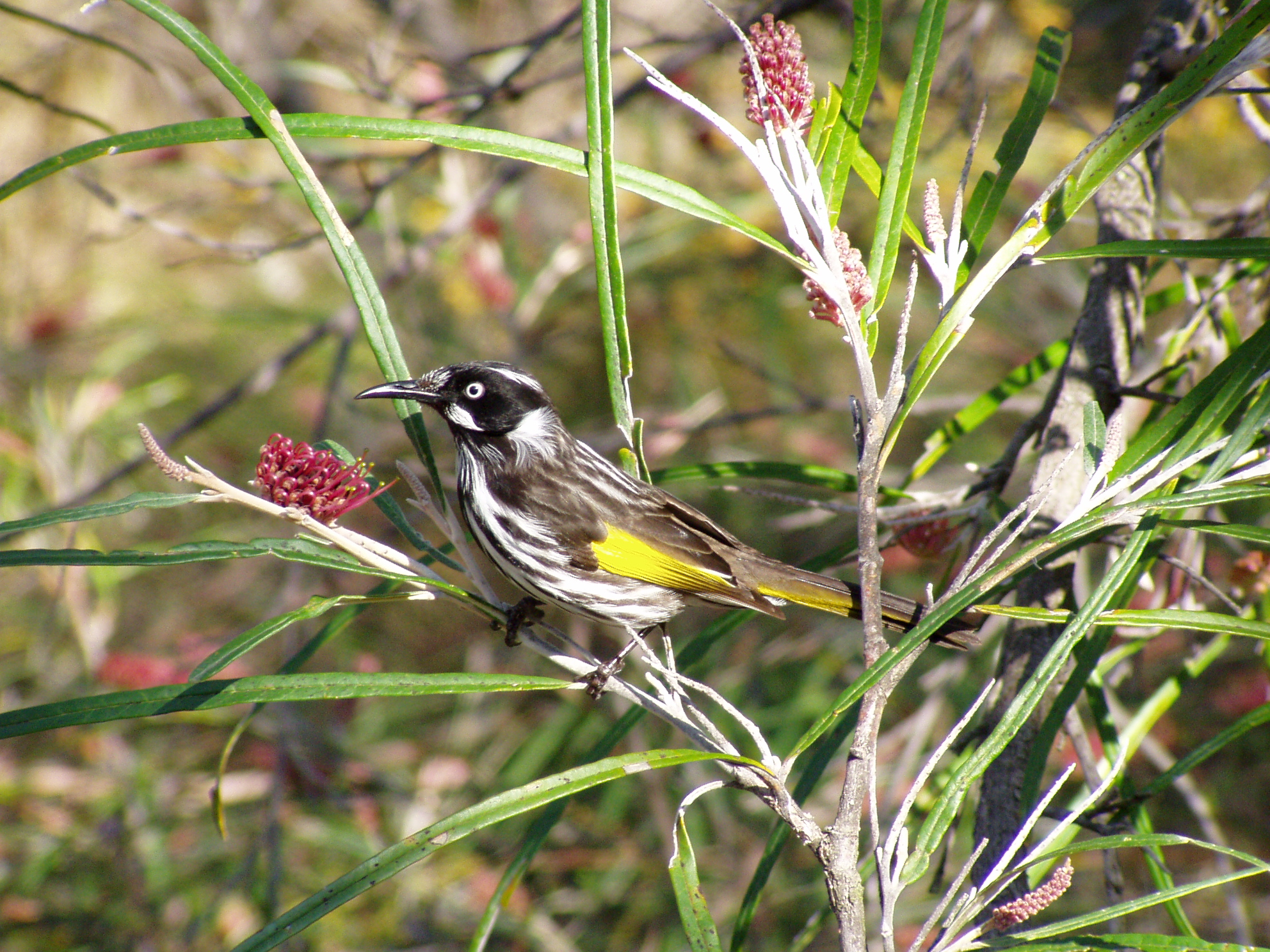
New Holland honeyeater on Grevillea aspleniifolia, Australian National Botanic Gardens, Canberra

Nhiều loài grevilleas rất phổ biến cây vườn, đặc biệt là ở Úc mà còn ở các vùng khí hậu ôn đới và cận nhiệt đới khác. Nhiều loài grevilleas có khuynh hướng giao phối tự do, và sự lai tạo và lựa chọn các thuộc tính mong muốn khó khăn đã dẫn đến việc phát hành thương mại của nhiều loài có tên giống. Trong số những người được biết đến nhiều nhất là 'Robyn Gordon', một loại cây bụi nhỏ lên đến 1,5 m (5 ft) cao và rộng có thể ra hoa 12 tháng trong năm ở vùng khí hậu cận nhiệt đới. Người trồng trọt 'Đá quý Canberra' đã giành được Hiệp hội trồng trọt hoàng gia Giải thưởng bằng khen vườn. 
Chúng có thể được trồng từ đầu mềm cắt từ tháng 12 tháng 3 (ở Nam bán cầu) hoặc hạt giống. Nhiều loài khó trồng có thể được ghép vào gốc ghép cứng như  Grevillea Robusta .
Có một nhóm nghiên cứu Grevillea đang hoạt động trong Hiệp hội thực vật bản địa Úc dành cho những người quan tâm đến grevilleas, cả cho sử dụng trong làm vườn và bảo tồn trong tự nhiên.

## Sử dụng

### Sử dụng truyền thống của thổ dân

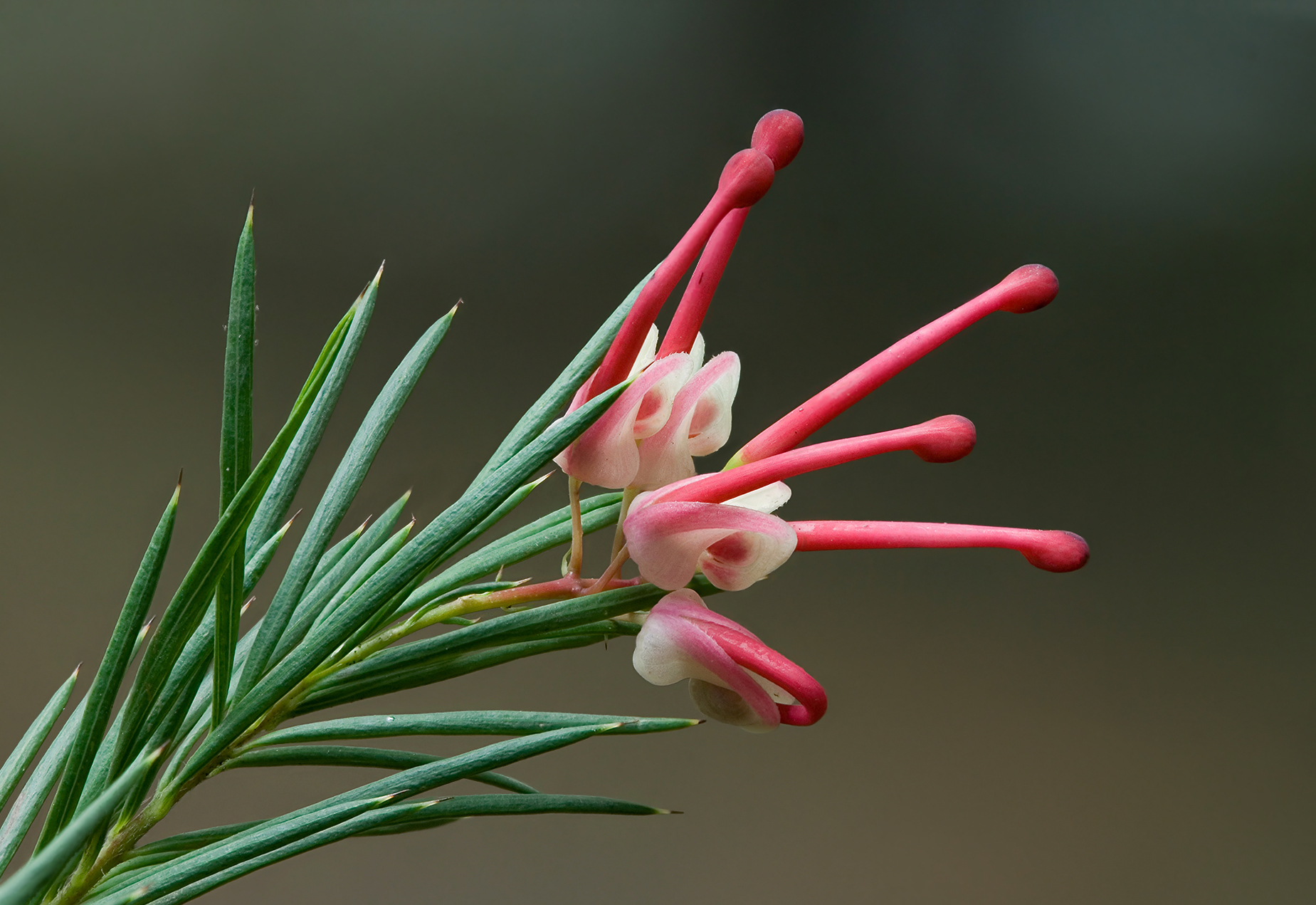
G. rosmarinifolia

Hoa Grevillea là một yêu thích truyền thống của thổ dân vì ngọt mật hoa. Điều này có thể được lắc lên bàn tay để thưởng thức, hoặc vào coolamon với một ít nước để làm đồ uống ngọt. Chúng có thể được gọi là "lollies bụi" ban đầu.
Nên tránh uống mật hoa trực tiếp từ hoa vì một số loài grevillea được trồng phổ biến tạo ra hoa có chứa độc cyanide.

### Nội thất thuộc địa
Một grevillea veneer gỗ đã được sử dụng trên bàn Pembroke, một chiếc bàn nhỏ có hai ngăn kéo và hai mặt gấp, được sản xuất vào những năm 1790 cho Ủy viên Hải quân Hoàng gia, Ngài Andrew Snape Hamond. Gỗ mà veneer được tạo ra, được gọi là 'gỗ thịt bò', được gửi từ Cảng Jackson bởi Surgeon-General John White, người đã đến thuộc địa hình sự mới của Úc với Hạm đội thứ nhất. Bảng này nằm trong bộ sưu tập của Bảo tàng quốc gia Úc tại Canberra.

## Loài
Có hơn 350 loài đặc hữu đến Úc, bao gồm:
- Grevillea acanthifolia A.Cunn.
- Grevillea alpina Lindl.
- Grevillea annulifera F.Muell.
- Grevillea aquifolium Lindl.
- Grevillea arenaria R.Br.
- Grevillea argyrophylla Meisn.
- Grevillea armigera Meisn.
- Grevillea asparagoides Meisn.
- Grevillea aspera R.Br.
- Grevillea aspleniifolia R.Br. ex Knight
- Grevillea australis R.Br.
- Grevillea banksii R.Br.
- Grevillea barklyana F.Muell. ex Benth.
- Grevillea baueri R.Br.
- Grevillea beadleana McGill.
- Grevillea bedggoodiana J.H.Willis ex McGill.
- Grevillea bipinnatifida R.Br.
- Grevillea brachystylis Meisn.
- Grevillea bracteosa Meisn.
- Grevillea buxifolia (Sm.) R.Br.
- Grevillea bronwenae Keighery
- Grevillea caleyi R.Br.
- Grevillea candelabroides C.A.Gardner
- Grevillea candicans C.A.Gardner
- Grevillea celata Molyneux
- Grevillea centristigma (McGill.) Keighery
- Grevillea chrysophaea F.Muell. ex Meisn.
- Grevillea concinna R.Br.
- Grevillea confertifolia F.Muell.
- Grevillea crithmifolia R.Br.
- Grevillea corrugata Olde & Marriott
- Grevillea curviloba McGill.
- Grevillea depauperata R.Br.
- Grevillea dielsiana C.A.Gardner
- Grevillea didymobotrya Meisn.
- Grevillea dimidiata F.Muell.
- Grevillea drummondii (W.Fitzg.) McGill.
- Grevillea dryophylla N.A.Wakef.
- Grevillea endlicheriana Meisn.
- Grevillea erectiloba F.Muell.
- Grevillea eriostachya Lindl.
- Grevillea excelsior Diels
- Grevillea fasciculata R.Br.
- Grevillea fililoba (McGill.) Olde & Marriott
- Grevillea flexuosa (Lindl.) Meisn.
- Grevillea floribunda R.Br.
- Grevillea floripendula R.V.Sm.
- Grevillea georgeana McGill.
- Grevillea heliosperma R.Br.
- Grevillea hilliana F.Muell.
- Grevillea hookerianaMeisn.
- Grevillea huegelii Meisn.
- Grevillea humifusa Olde & Marriott
- Grevillea ilicifolia (R.Br.) R.Br.
- Grevillea infecunda McGill.
- Grevillea intricata Meisn.
- Grevillea involucrata A.S.George
- Grevillea johnsonii McGill.
- Grevillea juniperina R.Br.
- Grevillea lanigera A.Cunn. ex R.Br.
- Grevillea laurifolia Sieber ex Spreng.
- Grevillea lavandulacea Schltdl.
- Grevillea leptopoda McGill.
- Grevillea leucopteris Meisn.
- Grevillea levis Olde & Marriott
- Grevillea linearifolia (Cav.) Druce
- Grevillea longifolia R.Br.
- Grevillea manglesii (Graham) Planch.
- Grevillea microstegia Molyneux
- Grevillea mimosoides R.Br.
- Grevillea miniata W.Fitzg.
- Grevillea miqueliana F.Muell.
- Grevillea montis-cole R.V.Sm.
- Grevillea mucronulata R.Br.
- Grevillea nudiflora Meisn.
- Grevillea obtecta Molyneux
- Grevillea obtusifolia Meisn.
- Grevillea oleoides Sieber ex Schult. & Schult.f.
- Grevillea olivacea A.S.George
- Grevillea oxyantha Makinson
- Grevillea paniculata Meisn.
- Grevillea parallela Knight
- Grevillea petrophiloides Meisn.
- Grevillea pilosa A.S.George
- Grevillea pilulifera (Lindl.) Druce
- Grevillea pimeleoides W.Fitzg.
- Grevillea pinaster Meisn.
- Grevillea polybotrya Meisn.
- Grevillea preissii Meisn.
- Grevillea pteridifolia Knight
- Grevillea pyramidalis A.Cunn. ex R.Br.
- Grevillea quercifolia R.Br.
- Grevillea ramosissima Meisn.
- Grevillea refracta R.Br.
- Grevillea repens F.Muell. ex Meisn.
- Grevillea ripicola A.S.George
- Grevillea rhyolitica Makinson
- Grevillea rivularis L.A.S.Johnson & McGill.
- Grevillea robusta A.Cunn. ex R.Br.
- Grevillea rosmarinifolia A.Cunn.
- Grevillea saccata Benth.
- Grevillea scapigera A.S.George
- Grevillea sericea (Sm.) R.Br.
- Grevillea shiressii Blakely
- Grevillea speciosa (Knight) McGill.
- Grevillea steiglitziana N.A.Wakef.
- Grevillea striata R.Br.
- Grevillea synapheae R.Br.
- Grevillea tetragonoloba Meisn.
- Grevillea thelemanniana Hügel ex Endl.
- Grevillea thyrsoides Meisn.
- Grevillea triloba Meisn.
- Grevillea triternata R.Br.
- Grevillea umbellulata Meisn.
- Grevillea treueriana F.Muell.
- Grevillea vestita (Endl.) Meisn.
- Grevillea victoriae F.Muell.
- Grevillea whiteana McGill.
- Grevillea wickhamii Meisn.
- Grevillea wilsonii A.Cunn.
- Grevillea × gaudichaudii R.Br. ex Gaudich.

Năm loài là đặc hữu của các khu vực bên ngoài Úc. Ba trong số này -  G. exul. ,
 G. gillivrayi  và  G. meisneri  là loài đặc hữu của New Caledonia
trong khi  G. elbertii  và  G. papuana  là loài đặc hữu của Sulawesi và New Guinea tương ứng. Hai loài khác,  G. baileyana  và  G. glauca , xảy ra ở cả New Guinea và Queensland.

## Hình ảnh

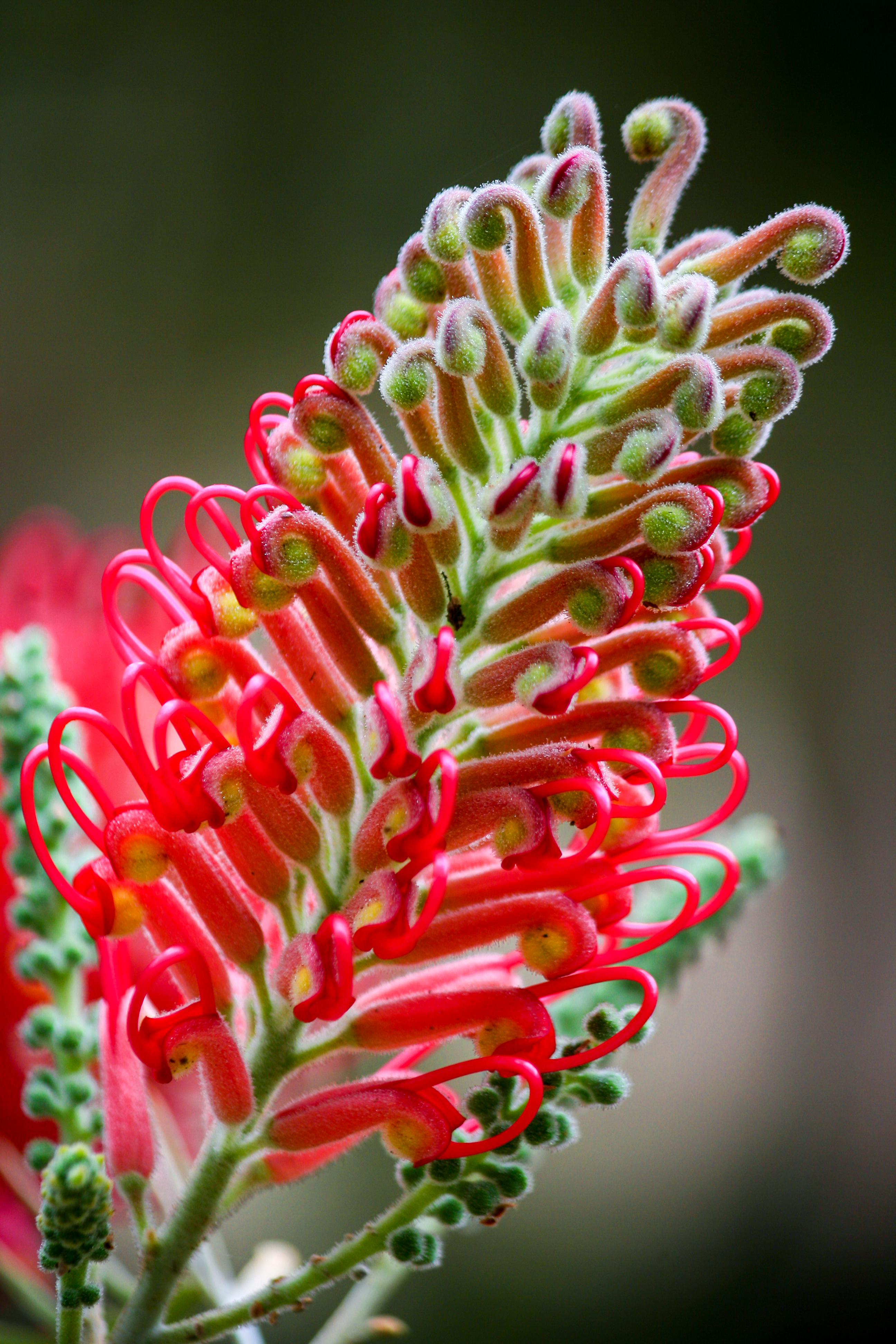
Grevillea banksii
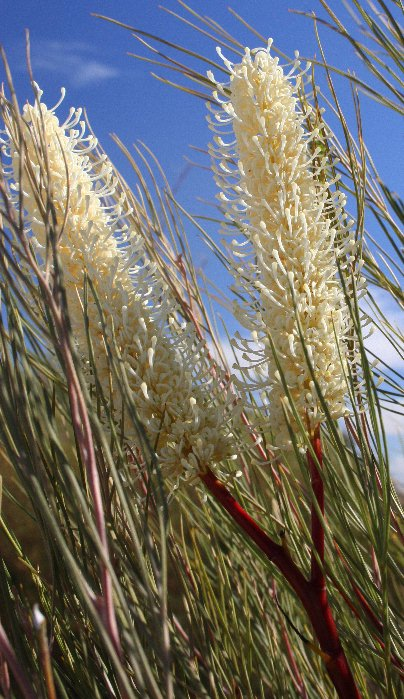
G. candelabroides, Mingenew
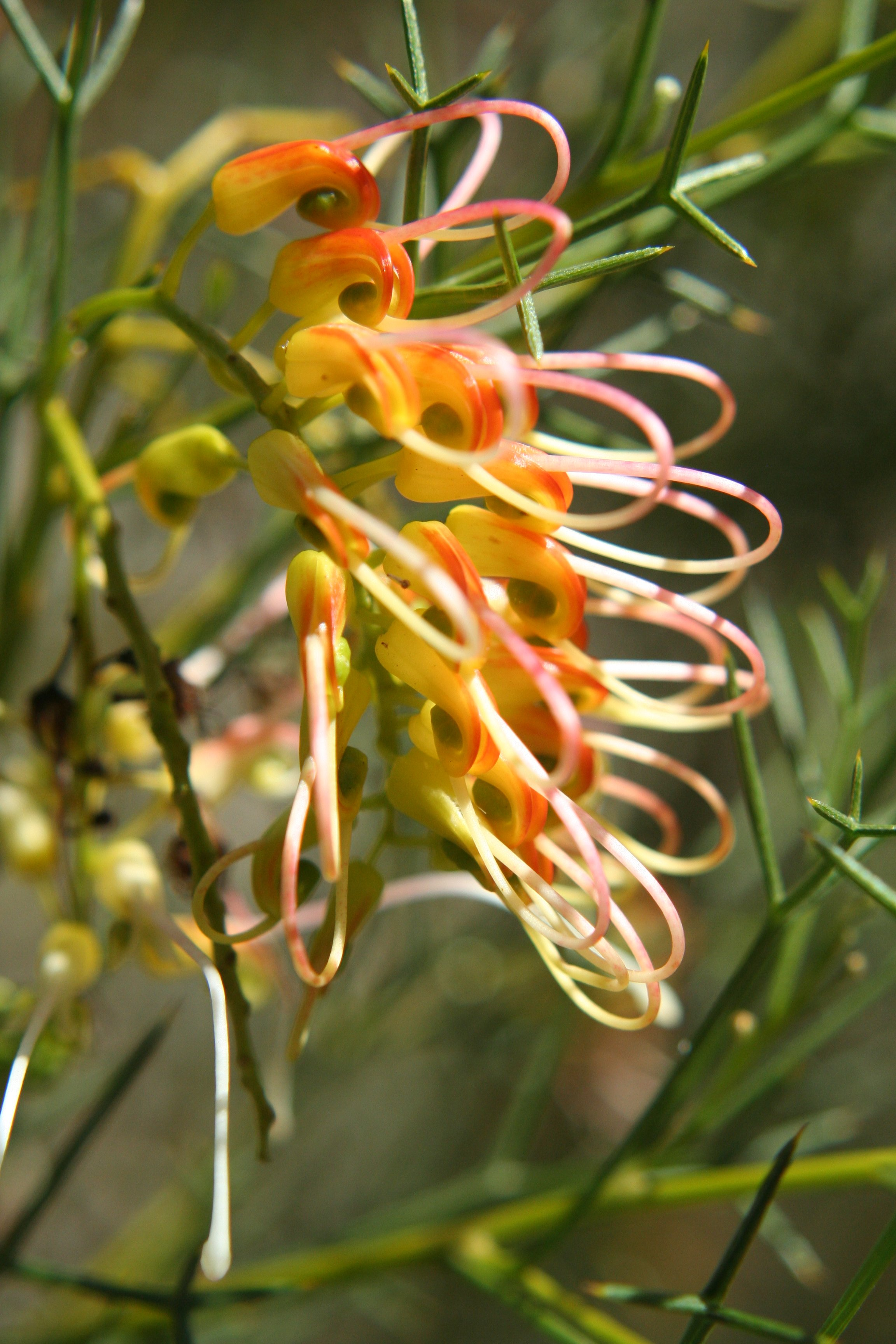
Grevillea dielsiana
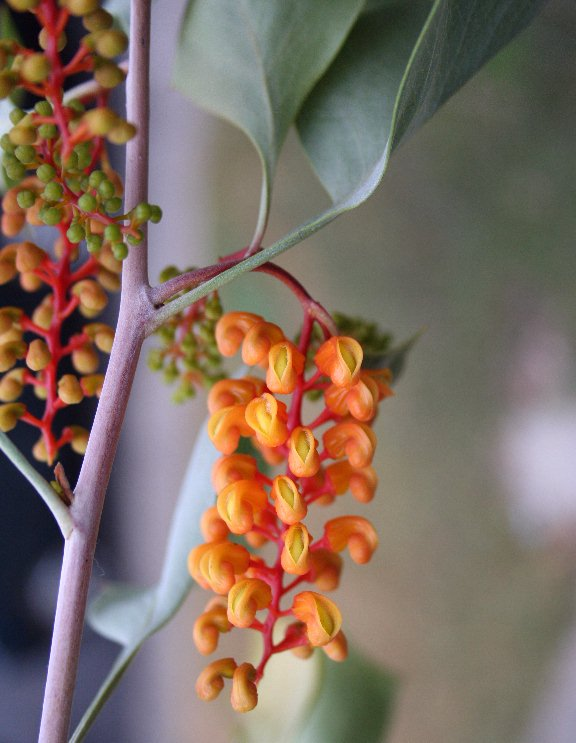
G. wickhamii aprica
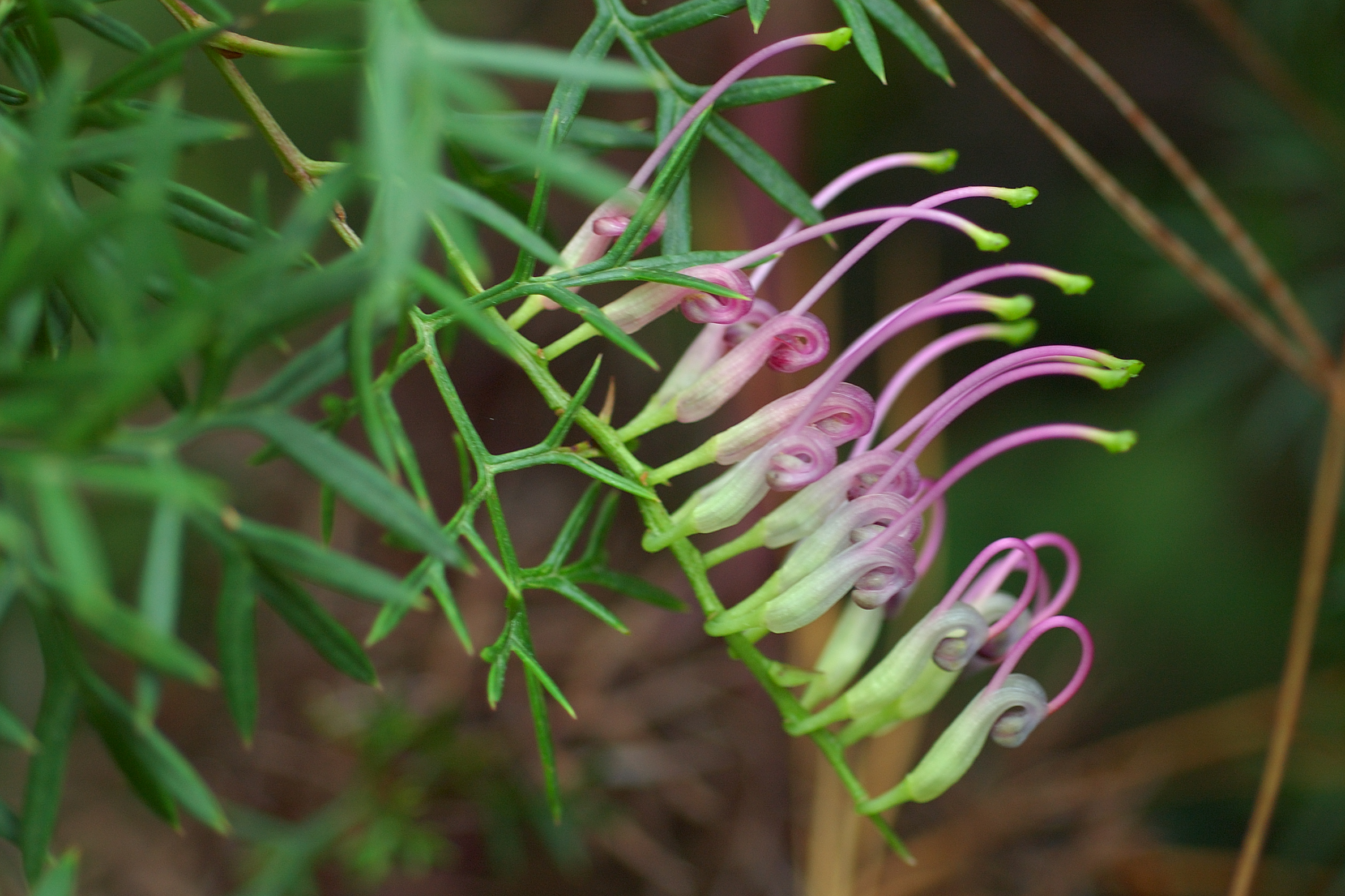
G. rivularis